# ネミコロプテルス
ネミコロプテルス（学名:Nemicolopterus、「空飛ぶ森の住人」の意）は、白亜紀の1億2,000万年前の中国遼寧省に生息していた翼竜の一種。
翼竜の中でもかなり小型で、翼を広げた長さは30cm程度しかない。一日の大半を樹上で過ごし、昆虫などを食べていたとされる。